# Сент-Джеймс (приход, Ямайка)
Сент-Джеймс (англ. Saint James Parish) — один из четырнадцати приходов (округов) Ямайки, исторически относится к графству Корнуэлл. Находится на северо-западе острова Ямайка, административным центром округа является город Монтего-Бей. Площадь округа 594,9 км², население — 183 811 человек (2011 год). Округ граничит с округами Трилони на востоке, Сент-Элизабет на юге, Хановер и Уэстморлэнд на западе. Является одним из самых маленьких округов на Ямайке. На территории округа располагается один из крупнейших аэропортов стран Карибского бассейна — Международный аэропорт имени Сангстера с пассажиропотоком около 4 млн человек в год.